# Филипчук, Валерий Эрнестович
Вале́рий Эрне́стович Филипчу́к (род. 30 июня 1991) — российский легкоатлет, специалист по спортивной ходьбе. Выступал за сборную России по лёгкой атлетике в 2009—2013 годах, чемпион мира среди юниоров, победитель Кубков мира и Европы среди юниоров в командном зачёте, многократный призёр первенств всероссийского значения, участник Универсиады в Казани. Представлял Мордовию. Мастер спорта России международного класса.

## Биография
Валерий Филипчук родился 30 июня 1991 года.
Занимался спортивной ходьбой в Центре олимпийской подготовки в Саранске, проходил подготовку под руководством тренеров В. В. Колесникова, К. Н. Начаркина, В. В. Начаркиной, В. М. Чёгина, Е. А. Поплавского. Окончил факультет физической культуры Мордовского государственного педагогического института имени М. Е. Евсевьева (2013).
Впервые заявил о себе на международном уровне в сезоне 2009 года, когда вошёл в состав российской национальной сборной и выступил на Кубке Европы по спортивной ходьбе в Меце, где в гонке юниоров на 10 км стал серебряным призёром, уступив только своему соотечественнику Станиславу Емельянову — при этом россияне выиграли юниорский командный зачёт. Позднее на юниорском европейском первенстве в Нови-Саде взял бронзу в ходьбе на 10 000 метров.
В 2010 году на Кубке мира в Чиуауа получил бронзовую награду в гонке юниоров на 10 км, выиграл юниорский командный зачёт. На юниорском мировом первенстве в Монктоне превзошёл всех соперников в ходьбе на 10 000 метров и завоевал золотую награду.
В 2011 году в дисциплине 20 км финишировал четвёртым на чемпионате России по спортивной ходьбе в Саранске (после дисквалификации Сергея Морозова переместился в итоговом протоколе на третью позицию). На молодёжном европейском первенстве в Остраве так же был четвёртым (после дисквалификации Петра Богатырёва — третий).
На чемпионате России 2012 года в Москве пришёл к финишу пятым. С учётом аннулирования результатов Морозова и Богатырёва — бронзовый призёр.
Будучи студентом, в 2013 году представлял Россию на домашней Универсиаде в Казани — в программе ходьбы на 20 км показал результат 1:29:39, расположившись в итоговом протоколе соревнований на 19-й строке. На этом завершил спортивную карьеру.
За выдающиеся спортивные достижения удостоен почётного звания «Мастер спорта России международного класса».
Впоследствии с 2014 года работал тренером по лёгкой атлетике и ОФП в Саранске.